# ダヴィデ・チモライ
ダヴィデ・チモライ（Davide Cimolai、1989年8月13日 - ）は、イタリア、ポルデノーネ出身の自転車競技（ロードレース）選手。

## 経歴
2010年、リクイガス・ドイモにてプロキャリアスタート。
2012年、ランプレ・ISDに移籍
2015年、トロフェオ・ライグエーリアにてプロ初勝利。続く、パリ～ニース第5ステージでUCIワールドツアー初勝利を挙げる。
2016年、ボルタ・シクリスタ・ア・カタルーニャ第6ステージにて逃げグループでのスプリントを制して優勝。ツアー・オブ・ジャパン第2ステージ（京都）でも優勝している。
2017年、FDJに移籍。ミラノ〜サンレモではアルノー・デマルのアシストとして活躍したが、その後のボルタ・シクリスタ・ア・カタルーニャ第1ステージでは自身の強さを示して優勝した。
2019年、イスラエル・サイクリング・アカデミーに移籍。
2022年、コフィディス・ソリュシオンクレディに移籍。

## 主な戦績

### 2015年
- トロフェオ・ライグエーリア　優勝
- パリ～ニース　区間優勝（第5ステージ）

### 2016年
- ボルタ・シクリスタ・ア・カタルーニャ　区間優勝（第6ステージ）
- ツアー・オブ・ジャパン　区間優勝（第2ステージ）

### 2017年
- ボルタ・シクリスタ・ア・カタルーニャ　区間優勝（第1ステージ）

### 2019年
- ブエルタ・ア・カスティーリャ・イ・レオン  総合優勝、 ポイント賞、区間優勝(第1、2ステージ)